# MiG-AT (航空機)
MIG-AT
MAKS2007に出展されたMiG-AT 83号機
- 用途：高等練習機、軽攻撃機
- 設計者：ミコヤン・グレビッチ設計局
- 製造者：
- 初飛行：1996年3月16日
- 生産数：試作機が2機(2001年時点でボロニンセンターのMiG-AT生産ラインにおいて6機が完成)[1]
- ユニットコスト：1,200万ドル(1996年時点の見積もり)[2]
1,300万ドル(2008年時点での見積り)[3]

MiG-ATは、ロシアのMiGが開発していた複座高等ジェット練習機兼軽攻撃機である。型式のATは、Advanced Trainerの略である。開発費は12基のエンジンの最初のバッチを含んで7,000万ドルと見積もられていた。

## 開発

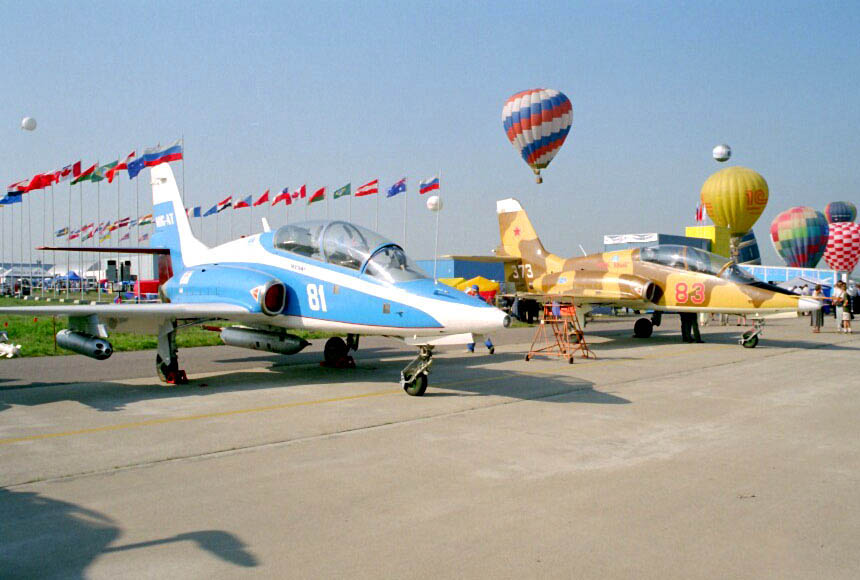
MiG-AT 81号機（手前）と83号機（奥）

### 計画
MiG-ATは、1980年代に計画された、ソ連空軍とソ連海軍航空隊で任務に就いているL-29とL-39（両者はワルシャワ条約機構加盟国の共通練習機でもあった）を代替する新しい200機の高等練習機の要求仕様（海軍航空隊用は航空母艦から運用の条件付）に応じて設計された。

### 開発の開始
1992年10月、フランスとのMiG-ATとの開発に協力に関する協定を締結し開発を開始した。フランスは、スネクマのエンジンとタレスのアビオニクスを装備することを申し出た。研究開発の費用は2億ドルと推定された。計画のシェアはフランスが40%で700-100万ドルを支出していると予想されており、残りをロシアが受け持つこととなった。
1995年5月、MiGはBAEホーク 200等との競争を目的とした単座の攻撃型MiG-ATBに関する設計作業を開始した。
1996年3月16日に試作機が初飛行、MiGの副総裁アナトリー・ベロスベットは、15機のプレ生産バッチの内、10機が完成したと述べた。2機目は6月に飛行試験プログラムに参加し、3機目または4機目の機体は構造荷重試験に使用されるという。MiG-ATは3月22日までの6日間にジュコフスキーにおいて合計7分間の飛行を実施した。
1997年1月、ロシア空軍が今後12カ月以内に10機のMiG-ATを発注する予定であるとロシアのメディアが報じた。
1997年8月、MAKS-97でMiG-ATの戦闘対応型および3機目のプロトタイプの完成が発表された。戦闘対応型はレーザー誘導爆弾を含む空対空および空対地の様々な武器を運ぶことができ、ファゾトロンが開発したモスキート軽量多機能レーダーが搭載される。一部の関係者は、第2のプロトタイプには既にレーダーが装備されていることを示唆した。
1997年10月28日、MiG-ATの第2試作機が初飛行。
1999年パリ航空ショーにおいてMiGはロシア空軍から予備認証を取得したと発表した。
2002年1月、MiGは、フランスのエンジンとアビオニクスを装備したMiG-ATの開発を支援するために、5300万ドルのクレジットラインを解除するようフランス政府に要求していると報道された。成功すれば、ロシアでの認証を取得するためにその資金が使用される。国家承認試験が成功すれば、ロシア空軍は空軍による最初の契約である12機のMiG-ATをメーカーから借りる予定である。
2001年6月、フランス政府は4億フラン（5500万ドル）のクレジットを提供することに合意したとの声明を発表した。これはこの資金は、MiGが最初のバッチの15機を完成させるために、西側のパートナーであるスネクマとタレスアビオニクスの支払いに使用される。MiGのディレクター、ニコライ・ニキンは、ロシア空軍の将来の第五世代ロシア戦線戦闘機を納入するにあたって、ロシア空軍の訓練要件に適合していると述べた。加えてローンチに必要な最小発注数は50機であり、初回出荷はフルプログラムの投入から15-18ヶ月後に開始することができると発言した。ニキンは主な優先事項は、MiG-ATの完全なロシア認定を取得することだとし、ロシア/国際共同認証プログラムを準備しており、9月に開始することを希望するとした。認証には370回の試験飛行が含まれ、2002年末までに最終的な認証を取得することが期待された。また2機目のプロトタイプは、空力および飛行制御システム(FCS)の変更を組み込んだ後同月初めに飛行を再開していることが発表された。空気力学的な変化には、より長くより滑らかになったエアインテークとMNPKアビオニカの洗練されたデジタルFCSがあり、コックピットのヘッドアップディスプレイもアップグレードされた。

### Yak-130の選定とその後
2002年3月16日、Yak-130が選定されMiG-ATは敗れた。これにより、国防省からの資金供給が停止したがMiGは海外への輸出を目指して自社費用で開発を継続した。
2003年9月、MiGは、ポーランドのPZL Mielecと契約を結んだと報告した。後者はMiG-ATをポーランドの要件を満たす約50機をMiGのライセンスの下で組み立てることになった。MiGによると、このラインは他の国際顧客にも航空機を提供することができるという。
2004年2月26日、ロシアの軍事認証を取得した。
2004年3月16日、MiG-ATはアフトゥビンスクの軍事試験場で最新のテストを通過し、ロシア空軍の承認を得た。その後MiGは、軍事パイロット学校での初期運用のために、これらの航空機の小規模バッチを製造する意向を発表した。しかし、2004年11月、イルクートの社長兼共同経営者であるアレクセイ・フェドロフがMiGのゼネラル・ディレクター兼ゼネラル・デザイナーに任命されたことによりこれは一変した。当初、フェドロフはすべてのMiGのプログラムを評価し、販売を達成する可能性のあるものだけが継続すると宣言したためである。このような状況では、MiG-ATプログラムの進展の可能性は低いと思われた。
しかしその後も開発は継続され、2005年末までに、2機のMiG-ATが合計約1200の飛行を実施し、この中で予備飛行試験のプログラムを成功裏に実施し、TTZの適合性についての結論を得た。同年のデータによると、国家試験プログラムには137の飛行の実行が含まれており、国家試験を完了するためには、さらに60-70の飛行を実行する必要があった。
2008年6月27日には試作機81号機がエンジンをRD-1700に換装して初飛行、同年7月28日には83号機がエンジンをAL-55Iに換装して初飛行を行っている。しかし、顧客を見つけることができず、2009年にプログラムは中止された。モスクワのズナーミャ・トルーダ工場では、2013年まで生産準備があり初期ロットの複数のコピーおよび生産のための機材が残っていたため、顧客と資金調達があれば、いつでもプログラムを再開することが可能であった。

### 2018年の開発再開報道
2018年6月、UACのセルゲイ・コルコフ氏はロシア国防省がMiG-ATを基本練習機として、2021年より量産を開始し2023年に運用を開始させることに興味があると報告している。

## 設計

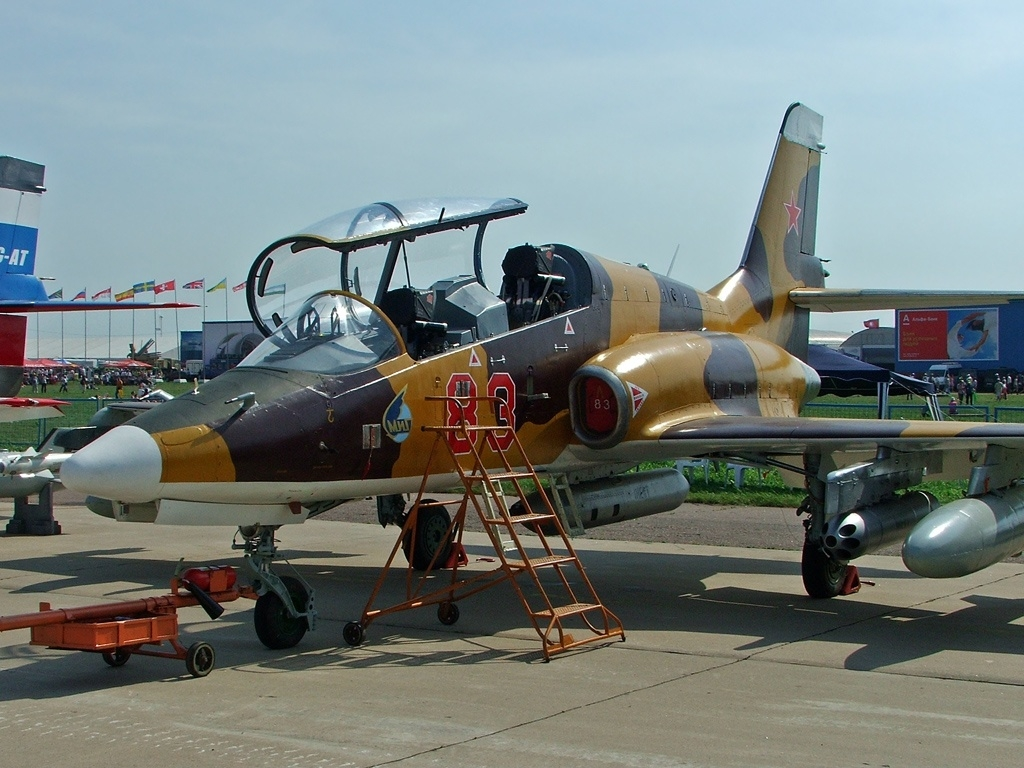
武装を搭載したMiG-AT 83号機

設計は、競合機であるYak-130より保守的で、低翼配置の直線翼であり、機体両側面に各1基のエンジンが搭載されている。 機体には複合材料が使用されて15,000時間の使用に耐えられるよう設計されており、外部の支援なしにエンジンの始動が可能である。機体制御にはロシア機として初めてとなる3軸安定式4重デジタル・フライ・バイ・ワイヤKSU-821を採用しており、第4、第4.5、第5世代ジェット戦闘機の飛行方法を再現できるため短い時間で訓練が可能である。また、フライバイワイヤにより危険な操縦を行った場合それを阻止するシステムが搭載され安全性に貢献している。1996年の3月21日から21回の飛行では、4.7Gの負荷率、20°の迎え角、490kt（900km/h）の対気速度、42,000ft（12,800m）の高度を達成し、離着陸特性においても設計見積もりに近いものを実現している。
大きなキャノピーは横開き式で、後部座席は前部より40cm高い。与圧式のコックピットの前後席には広視野角ヘッドアップディスプレイ（HUD）と共にMFD55カラー液晶多機能ディスプレイ2基と予備計器を備え、ヘッドマウントディスプレイの使用も可能である。両座席共にゼロ／ゼロ方式のNPP ズヴェズダ製のK-93L射出座席が装備される。無線電子装置はロシア製のほかフランスのタレスのもの(Topflight航空電子工学スイート)が搭載可能である。各機器を接続するデータバスには西側の標準的なデータバスであるMIL-STD-1553Bが用いられている。アビオニクスの開発にはフランスが協力しており、アビオニクスシステムの統合はロシアのGosNIIASアビオニクス研究所とタレスアビオニクス（旧セクスタン・アビオニクス）が共同で行っている。
エンジンには、ラルザック 04-R-20（推力1,440kg）を搭載している。このエンジンはアルファジェットにも用いられているもので試作機2機は当初このエンジンを装備して飛行した。ロシアはラルザックをライセンス生産する予定でいたが、交渉が難航しMiGはフランスから直接5基を購入することを決定している。一方でロシア中央航空宇宙研究所（CIAM）は、ラルザック 04-R-20はパワー不足であり、推力は200kg(1.9kN（440lb）必要としてラルザック 04-R-20の高推力バージョンを推進した。これに対しスネクマは推力対重量比は十分であり、同じラルザックエンジン搭載の双発機であるアルファジェットよりも高いとして、批判を拒否した。ほかソユーズ RD-1700 (推力1,700kg)、サトゥールン AL-55I (推力1,760kg)、イーウチェンコ AI-25TL シリーズ2が選択可能であり、実際にAI-25TLを除くエンジンに換装して試験を実施している。
MiG-ATでの訓練には飛行操縦、地上攻撃、空中戦闘機動、空中給油などの30以上の項目があり、オンボードシミュレータも内蔵している。
誘導ミサイルやガンポッドを含む多様な武器を5箇所の外部ハードポイントに搭載することができる。

## 運用
スネクマの軍用エンジン輸出販売ディレクターThecry Hurtesによるとその他のターゲット市場は南米と中東で、潜在的な市場は1,500機と見積もられており、パートナーは25％のシェアを獲得することを目指していたという。また2001年時点でロシアの製造業者は以下の国での潜在的需要を見込んでいた。

アルジェリア - 66機、エジプト - 24機、ギリシャ - 50機、インド - 108機、インドネシア - 12機、北朝鮮 - 21機、タイ - 12機、アラブ首長国連邦 - 40機
 ロシア
Yak-130と争ったが2002年3月16日に選定より敗れたことが発表された。開発中止後、MiG社内で艦載機パイロット訓練用のシミュレータ開発や開発用の飛行実験機として利用されている。
 インド
1996年までにパイロットがMiG-ATで飛行しており、1999年10月にRD-1700搭載型をインド空軍にブリーフィングしている。MiGは当時のインド国防相であったムラヤム・シン・ヤダブのモスクワ訪問中にヒンドスタン航空機での生産ライセンスを提供した。提案価格はBAEホークが2100万ドルだったのと比較して、500万ドルは安いとされた。2001年7月の国防大臣ジャスワント・シンが共同議長を務めるインド・ロシア軍事技術委員会のセッション中、インドはロシアの提案を再考することに合意した。2009年には先進練習機のRFIを発行し情報を要求したが、採用には至らなかった。
 アルジェリア
2004年4月にロイターはアルジェリアがMiG-ATを調達する見通しで検討していると報じた。ロシアの産業界は、アルジェリアは最大80機のMiG-ATについてロシアと交渉していると語った。成功すれば最初の輸出成功を意味し、その成果により、国内用と輸出用の両方で航空機の生産を開始できるようになるとMiG-ATのチーフデザイナーであるVasily Shtykalo氏は述べた。しかしのちにアルジェリアはYak-130を発注した。
 スロバキア
ソビエト時代の装備に取って代わるために、10年間で最大50機の航空機を取得する予定であり、MiG-ATも検討していた。
 ギリシャ
2001年のパリ航空ショーでのDefense Dailyのインタビューの中でMiG-AT調整委員会の理事であるイゴール・アモソフは「ギリシャには先進的なトレーナーが必要だということを知っている」、「ギリシャ空軍が航空機の数を問われたら、私たちは18カ月以内に納品する用意ができている」と発言。ローンチ顧客としてターゲットにしていた。
 南アフリカ共和国
インパラ Mk1、MK2の後継として1995年のモスクワ訪問時、南アフリカ空軍（SAAF）のMiG-ATの潜在的購入について話し合い、後にパイロットが搭乗して飛行したが、BAEホークに敗れた。

## 派生型
MiG-ATR (Izdeliye 823)
ロシア国内向け。ロシアのエレクトロアヴィトマニカ製のアビオニクスを搭載する。83号機の仕様が該当する。
MiG-ATF (Izdeliye 821)
フランス製アビオニクス、エンジンを搭載した輸出型。エンジン換装前の81号機の仕様が該当する。
MiG-AT2
練習機/攻撃機と記述され、武器を運ぶことが可能。より多くのロシア産の部品でアビオニクスを改造した。「モスキート」レーダーを搭載する。
MiG-ATB
単座の軽攻撃機型。
MiG-AC
Su-25の後継機計画(LUS)に提案された攻撃機型。

## 要目 (MiG-AT)
- 乗員：2名
- 全長：12.01 m
- 全幅：10.16 m
- 全高：4.01 m
- 翼面積：17.67 m2
- アスペクト比：5.7:1
- 最大離陸重量：6,800 kg (通常)、8,300 kg (最大)
- 燃料搭載量：850 kg (通常)、1,680 kg (最大)
- 総重量： 4,610 kg
- 最高速度：1,000 km/h 高度2,500 mにおける値。
- 燃料容量：2,390 リットル
- 実用上昇限度：125,00 m (04-R-20)、14,000 m (RD-1700)
- 航続距離：2,000 km (ドロップタンク無し)、3,000 km (470kgドロップタンク2本)
- 上昇率： 63,3 m/s (04-R-20)、81,7 m/s (RD-1700)
- エンジン（いずれかを2基装備）：
  - スネクマ/チュルボメカ ラルザック 04-R-20
  - ソユーズ RD-1700
  - サトゥールン AL-55I
  - イーウチェンコ AI-25TL シリーズ2
- Gリミット： +8.0、-2.0
- 武装
  - ハードポイント：5箇所のハードポイントに分割して合計2,000kgのロシア製の兵装が搭載可能
    - UPK-23-250ガンポッド (GSh-23 23mm機関砲搭載)
    - 50～500 kgの爆弾
    - B-8M1、B-8S7ロケットポッド (S-8ロケット弾搭載)